# A.C. Milan w sezonie 1915/1916

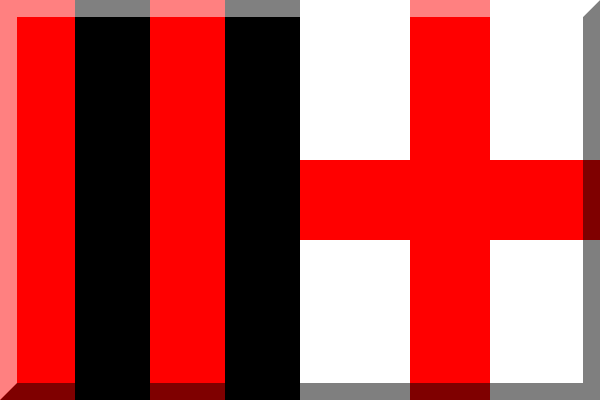
Klubowe barwy Milanu

Osiągnięcia i skład piłkarskiego zespołu A.C. Milan w sezonie 1915/1916.

## Osiągnięcia
Brak startów w oficjalnych rozgrywkach, Milan wystartował i triumfował w Pucharze Federalnym rozgrywanym w zastępstwie mistrzostw Włoch.

## Podstawowe dane
- Oficjalna nazwa klubu: Milan Cricket and Foot-Ball Club
- Siedziba klubu: Birreria Colombo, Via U. Foscolo 2
- Boisko: Velodromo Sempione
- Prezes klubu:  Piero Pirelli I
- Trener zespołu:  Guido Moda I
- Kapitan drużyny:  Marco Sala

## Skład zespołu
Bramkarze:
| Włochy | Armando Gambuti |
| Włochy | Luigi Barbieri  |

Obrońcy:
| Włochy | Marco Sala        |
| Włochy | Amilcare Pizzi    |
| Włochy | Giuseppe Gandolfi |

Pomocnicy:
| Włochy | Ernesto Morandi          |
| Włochy | Augusto Gaetano Avanzini |
| Włochy | Emilio Cazzaniga         |
| Włochy | Francesco Soldera        |
| Włochy | Anselmo Greppi           |
| Włochy | Enio Moroni              |
| Włochy | Oreste Perfetti          |
| Włochy | Dante Raineri            |
| Włochy | Amedeo Guarnieri         |

Napastnicy:
| Włochy | Aldo Cevenini    |
| Włochy | Romolo Ferrario  |
| Włochy | Carlo Bozzi      |
| Włochy | Giovanni Mazzoni |
| Belgia | Louis Van Hege   |
| Włochy | Gustavo Zacchi   |
| Włochy | Luigi Cevenini   |
| Włochy | Mario Crespi     |